# C/2006 M4 (SWAN)
C/2006 M4 (SWAN) est une comète non périodique découverte à la fin du mois de juin 2006 par Robert D. Matson, d'Irvine, en Californie, et Michael Mattiazzo, d'Adélaïde, en Australie-Méridionale, dans des images accessibles au public de l'Observatoire solaire et héliosphérique (SOHO). Ces images ont été capturées par l'instrument SWAN à bord de SOHO. La comète a été officiellement annoncée après une confirmation au sol par Robert McNaught (Siding Spring Survey) le 12 juillet.
Bien que son périhélie était le 28 septembre 2006, la comète est passée de la septième magnitude à la quatrième magnitude le 24 octobre 2006[Quoi ?], devenant visible à l’œil nu.
La comète C/2006 M4 est sur une trajectoire hyperbolique (avec une excentricité osculatrice supérieure à 1) lors de son passage à travers le système solaire interne. Après avoir quitté l'influence des planètes, l'excentricité tombera en dessous de 1 et la comète restera liée au système solaire en tant que comète de nuage de Oort.
Étant donné l'extrême excentricité orbitale de cet objet, différentes époques peuvent générer des solutions parfaitement adaptés, à deux corps, héliocentriques et non perturbées, à la distance aphéliale (distance maximale) de cet objet. Pour les objets ayant une excentricité aussi élevée, les coordonnées barycentriques du Soleil sont plus stables que les coordonnées héliocentriques. En utilisant JPL Horizons, les éléments orbitaux barycentriques de la période du 14 mai génèrent un axe semi-majeur d'environ 1 300 unités astronomiques et une période d'environ 47 000 ans.